# Laciniodes usumona
Laciniodes usumona är en fjärilsart som beskrevs av Umeno 1935. Laciniodes usumona ingår i släktet Laciniodes och familjen mätare. Inga underarter finns listade i Catalogue of Life.